# 비브라토

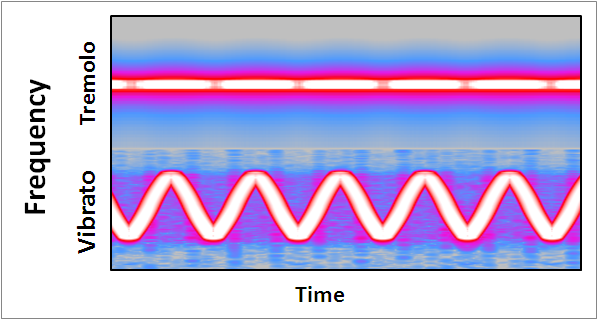
트레몰로와 비브라토 간의 차이를 묘사한 스펙트로그램.

비브라토(이탈리아어: vibrato)는 음높이의 규칙적인 진동의 변화로 이루어진 음악적 효과이다. 음을 상하로 가늘게 떨어 아름답게 울리게 하는 기법이다. 이것은 노래나 기악에 표현을 첨가할 때 사용된다. 비브라토는 음높이 변화의 양 ("비브라토의 깊이")과 음높이가 변하는 속도 ("비브라토의 속도")로 구분할 수 있다. 주로 바이올린과 첼로에 비브라토가 많이 사용된다.

## 같이 보기
- 트레몰로